# Warden
Warden este un oraș din Africa de Sud.